# Grane (Nordland)
Graneⓘ (südsamisch: Gaala) ist eine Kommune im norwegischen Fylke Nordland an der Grenze zu Trøndelag. Die Kommune hat 1430 Einwohner (Stand: 1. Januar 2025). Verwaltungssitz ist die Ortschaft Trofors.

## Geografie

### Lage

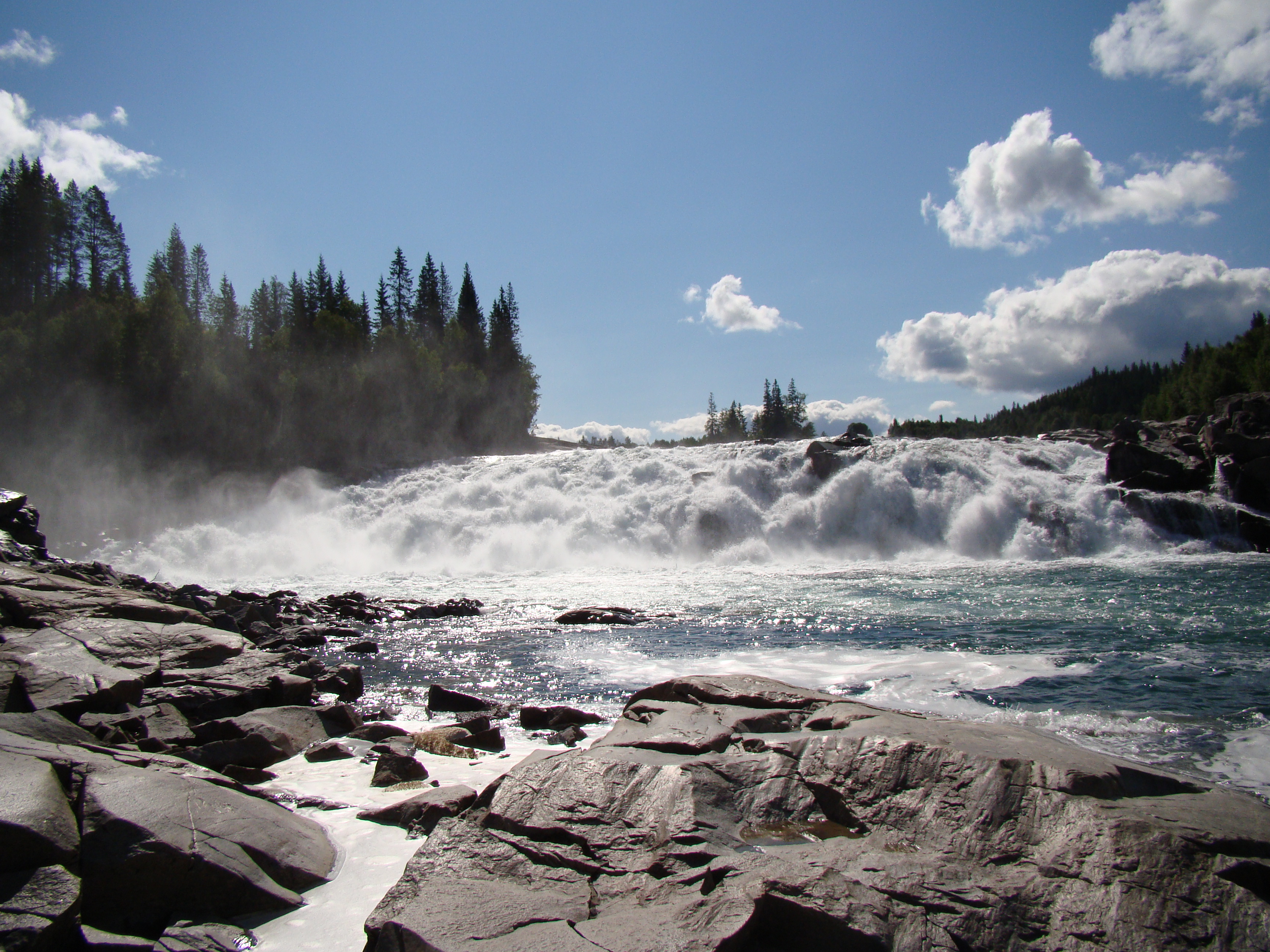
Wasserfall Laksforsen

Die Gemeinde liegt im Süden des Fylkes Nordland und ist Teil der Landschaft Helgeland. Grane liegt im Landesinneren und grenzt an Vefsn im Nordwesten und Norden, Hattfjelldal im Osten, Røyrvik auf kurzer Strecke im Südosten, Namsskogan im Süden, Bindal im Südwesten sowie Brønnøy im Westen. Die Grenze zu Namsskogan und Røyrvik stellt zugleich die zwischen den Fylkern Nordland und Trøndelag dar. Im südlichen Bereich der Kommune liegen mehrere größere Seen wie das Majavatn sowie die beiden Seen Øvre Fiplingsvatnet und Nedre Fiplingsvatnet.
Vom Majavatn Richtung Norden zieht sich das Tal Svenningsdalen durch die Gemeinde. In diesem Tal fließt der Fluss Svenningdalselva bis in die Ortschaft Trofors, wo er nach dem Zusammenfluss mit dem aus dem Osten kommenden Fluss Austrevefsna unter dem Namen Vefsna weiter in den Norden führt. In der Vefsna liegt der etwa 16 Meter hohe Wasserfall Laksforsen.
Die Erhebung Kvigtinden (samisch: Voenjelensnjurhtjie) stellt mit einer Höhe von 1699,3 moh. den höchsten Punkt der Kommune Grane dar. Der Berg liegt auf der Grenze zu Hattfjelldal. Das südöstliche Areal von Grane geht in den Børgefjell-Nationalpark ein, im Westen liegt ein Teil des Lomsdal-Visten-Nationalparks in der Kommune. Im Südwesten befindet sich das Naturschutzgebiet Holmvassdalen.

### Klima
In der Kommune liegt ein Inlandsklima vor, was verglichen mit den Gemeinden an der Küste für höhere Temperaturen im Sommer sowie kältere Temperaturwerte im Winter sorgt. Im Jahr 1978 wurde in Grane eine Temperatur von −44,5 °C und im Jahr 1980 von 31,0 °C gemessen.
|                        | Jan   | Feb   | Mär  | Apr  | Mai | Jun  | Jul  | Aug  | Sep  | Okt  | Nov  | Dez   |   |       |
| Mittl. Temperatur (°C) | −8,3  | −7,7  | −4,6 | −0,6 | 4,7 | 10,0 | 12,1 | 11,2 | 6,9  | 2,9  | −3,3 | −6,9  | ⌀ | 1,4   |
| Mittl. Tagesmax. (°C)  | −4,7  | −3,6  | −0,6 | 3,3  | 8,9 | 14,6 | 16,6 | 15,2 | 10,1 | 5,0  | −0,5 | −3,1  | ⌀ | 5,1   |
| Mittl. Tagesmin. (°C)  | −13,3 | −12,2 | −9,0 | −4,9 | 0,0 | 5,1  | 7,7  | 6,9  | 3,5  | −0,3 | −7,1 | −10,9 | ⌀ | −2,8  |
|                        |       |       |      |      |     |      |      |      |      |      |      |       |   |       |
| Niederschlag (mm)      | 122   | 93    | 94   | 65   | 49  | 63   | 88   | 92   | 143  | 145  | 111  | 135   | Σ | 1200  |
|                        |       |       |      |      |     |      |      |      |      |      |      |       |   |       |
| Regentage (d)          | 15,1  | 13,9  | 12,7 | 12,4 | 9,7 | 11,8 | 14,3 | 14,4 | 17,5 | 17,5 | 15,1 | 17,0  | Σ | 171,4 |

| −13,3 |

| −12,2 |

| −9,0 |

| −4,9 |

| 0,0 |

| 5,1 |

| 7,7 |

| 6,9 |

| 3,5 |

| −0,3 |

| −7,1 |

| −10,9 |

| −13,3 |

| −12,2 |

| −9,0 |

| −4,9 |

| 0,0 |

| 5,1 |

| 7,7 |

| 6,9 |

| 3,5 |

| −0,3 |

| −7,1 |

| −10,9 |

## Einwohner
Die Einwohner verteilen sich vor allem in den Tälern der Gemeinde und dort insbesondere im Norden. Die Bevölkerungszahlen sind seit dem Ende des Zweiten Weltkriegs größtenteils rückläufig. Trofors ist der einzige sogenannte Tettsted, also die einzige Ansiedlung, die für statistische Zwecke als eine städtische Siedlung gewertet wird. Zum 1. Januar 2024 lebten dort 860 Einwohner. Das Gebiet um Majavatn gilt als südsamisches Siedlungsgebiet. Der in der Kommune gesprochene Dialekt der südsamischen Sprache wird zum nördlichen Südsamisch gezählt.
Die Einwohner der Gemeinde werden Graneværing genannt. Grane hat wie viele andere Kommunen der Provinz Nordland weder Nynorsk noch Bokmål als offizielle Sprachform, sondern ist in dieser Frage neutral.
| Jahr          | 1986 | 1990 | 1995 | 2000 | 2005 | 2010 | 2015 | 2020 | 2025 |
| ------------- | ---- | ---- | ---- | ---- | ---- | ---- | ---- | ---- | ---- |
| Einwohnerzahl | 1755 | 1734 | 1678 | 1652 | 1544 | 1496 | 1458 | 1482 | 1430 |

## Geschichte

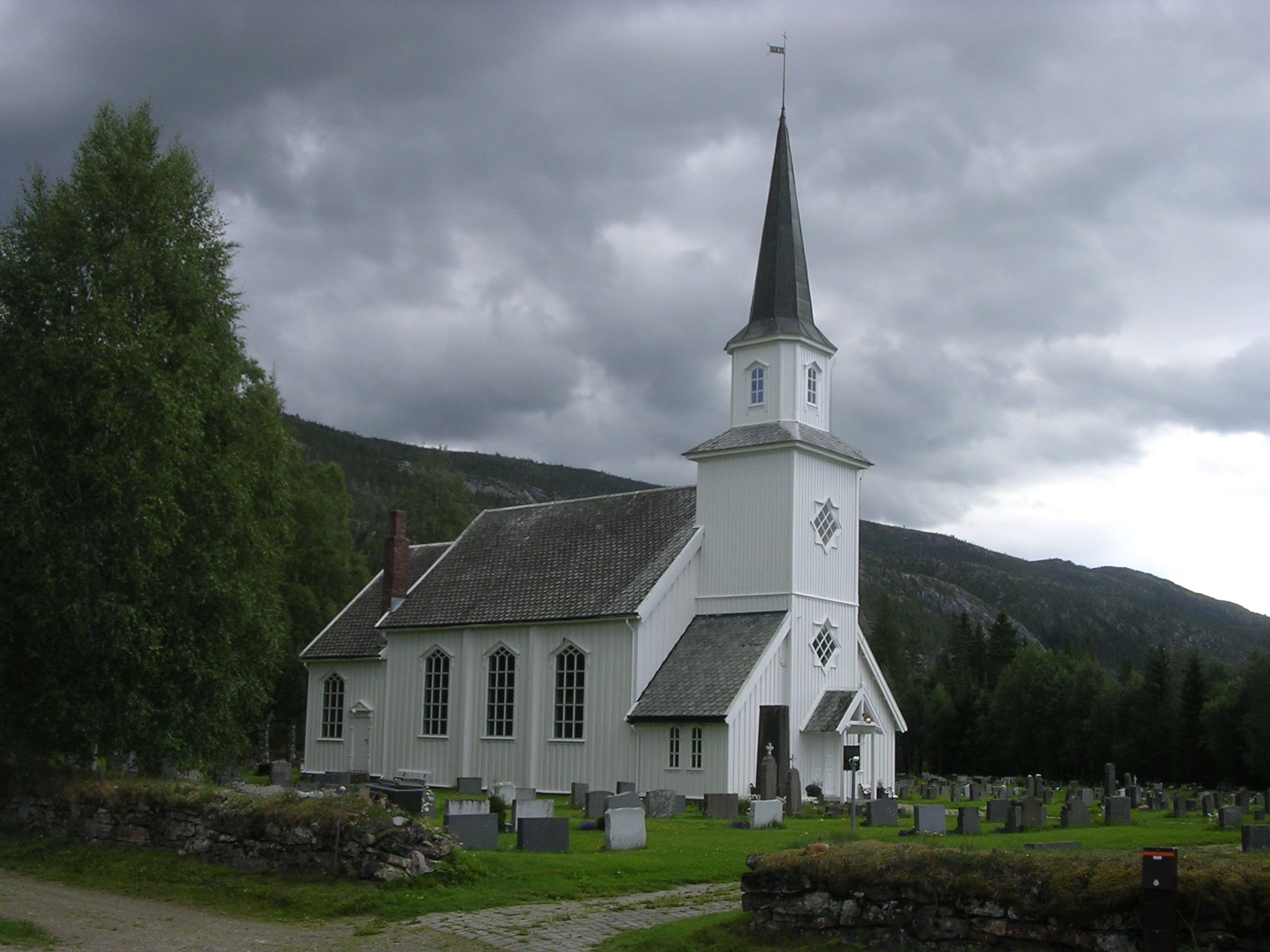
Grane kirke

Die Kommune Grane entstand im Jahr 1927 durch die Abspaltung von Vefsn und hatte bei ihrer Gründung 1746 Einwohner. Aus Vefsn ging zu diesem Zeitpunkt zudem die Gemeinde Drevja mit 964 Einwohnern hervor. Vefsn verlieb mit 3119 Einwohnern.
Östlich von Trofors gibt es Funde von Tiergräbern, von denen vermutet wird, dass sie aus der Eisenzeit stammen. Während des Zweiten Weltkriegs wurde durch die Gegend um die Ortschaft Majavatn für den Schmuggel von Waffen in die Region verwendet. Im Kampf um ein Waffenlager starben im September 1942 drei Soldaten auf Seiten der deutschen Besatzer, später wurden zehn norwegische Soldaten erschossen und über 20 Personen aus der Region zum Tode verurteilt. Im Norwegischen ist diese Kriegshandlung auch unter dem Namen „Majavatn-affæren“ bekannt. Heute erinnert ein Denkmal an die Opfer.
Die Grane kirke ist eine Holzkirche nahe der Ortschaft Grane, nördlich von Trofors. Die Kirche wurde 1860 fertiggestellt.

## Wirtschaft und Infrastruktur

### Verkehr

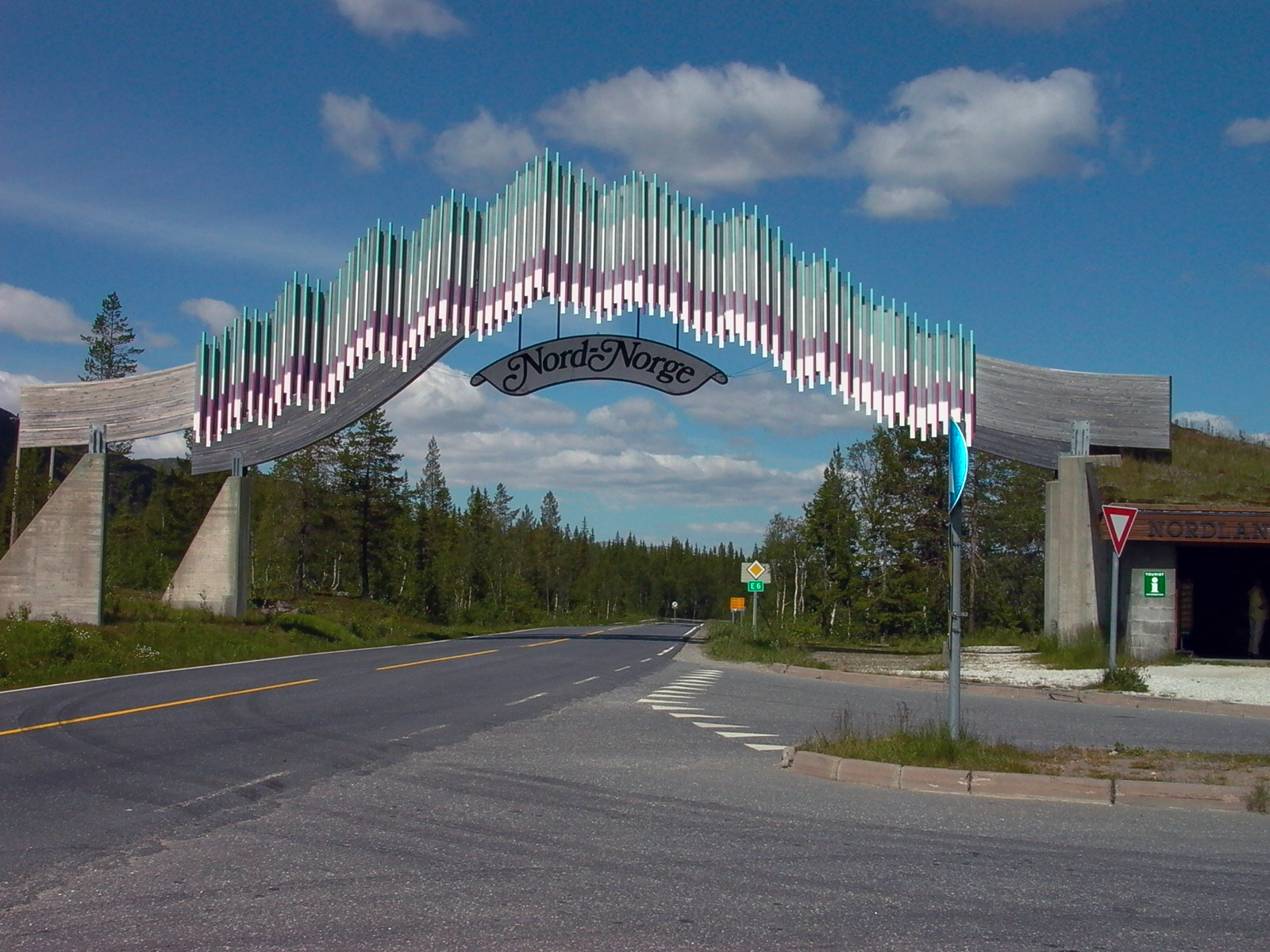
Nordlandsporten an der Grenze zwischen Trøndelag und Nordland

Die Europastraße 6 (E6) folgt dem Lauf der Flüsse Svenningdalselva und Vefsna vom Süden in den Norden. An der Südgrenze der Kommune und somit auch des Fylkes Nordland führt die E6 unter dem als Nordlandsporten bekannten Bogen hindurch. Dieser markiert die Grenze zwischen Trøndelag und Nord-Norge, also Nordnorwegen. Bei Trofors mündet der von Hattfjelldal im Osten kommende Riksvei 73 in die E6. Weiter südlich zweigt der Fylkesvei 76 in den Westen ab. Er führt durch den Tosentunnel in die Kommune Brønnøy und die dortig Stadt Brønnøysund. Parallel zur E6 und den beiden Flüssen verlaufen auch die Schienen der Eisenbahnlinie Nordlandsbanen. Der Bahnhof in Trofors wurde im Jahr 1940 eröffnet, als die Bahnstrecke bis nach Mosjøen ausgebaut wurde.

### Wirtschaft
Für die Landwirtschaft der Kommune ist vor allem die Milch- und Fleischproduktion von Bedeutung. Die landwirtschaftlich genutzten Flächen werden vor allem als Wiesen und Weiden verwendet, zudem gibt es Kartoffelanbau. Des Weiteren ist auch die Forstwirtschaft weiter verbreitet, wobei ein erheblicher Teil des Waldes in Staatsbesitz ist. Die Forstwirtschaft drückt sich auch in der lokalen Industrie aus, die zu einem größeren Teil aus der Holzindustrie besteht. Für die Dienstleistungsbranche ist unter anderem der Anstieg an touristischen Aktivitäten von Bedeutung. Im Jahr 2020 arbeiteten von 727 Arbeitstätigen nur 474 in Grane selbst, 168 weitere waren in Vefsn tätig. Die weiteren Personen verteilten sich unter anderem auf die Nachbargemeinde Hattfjelldal.

## Name und Wappen
Das seit 1980 offizielle Wappen der Kommune zeigt einen blauen Lachs auf silbernen Hintergrund und soll die Lachsfische aus den Flüssen der Kommune darstellen. Grane wurde im Jahr 1661 unter seinem heutigen Namen erwähnt. Der Name war ursprünglich ein Hofsname und leitet sich vermutlich vom Wort „gran“ (deutsch: „Fichte“) ab.

## Persönlichkeiten
- Marcus & Martinus (* 2002), Sänger-Duo aus Trofors